# Cavalera Conspiracy
Cavalera Conspiracy (auch nur Cavalera, ursprünglich Inflikted) ist eine US-amerikanische Thrash- und Death-Metal-Band um die Brüder Cavalera.

## Geschichte
Die Band besteht aus den Brüdern Max und Igor Cavalera, die bereits in der von ihnen gegründeten Band Sepultura zusammen gespielt haben. Als es im Jahr 1996 zu einem Streit über die Vertragsverlängerung der ehemaligen Bandmanagerin Gloria Cavalera, der Ehefrau von Max kam, stieg Max Cavalera aus der Band aus. Durch ihre neue Band Cavalera Conspiracy fanden die Brüder Cavalera musikalisch wieder zusammen. Weitere Bandmitglieder sind Joe Duplantier, außerdem Mitglied der Band Gojira, und Marc Rizzo von Soulfly, einem weiteren Projekt von Max Cavalera.
Aus rechtlichen Gründen wurde der Bandname von Inflikted in Cavalera Conspiracy geändert. Am 24. März 2008 erschien auf Roadrunner Records das Debütalbum Inflikted. Das Album, welches laut Max Cavalera auch Hardcore-Punk-Einflüsse haben soll, wurde im Juli 2007 aufgenommen. Einen Gastauftritt darauf hat Rex Brown, Bassist von Pantera und Down. Das erste Konzert der Band fand am 31. August 2007 in Tempe im US-amerikanischen Bundesstaat Arizona statt. Im Sommer 2008 fand eine ausgedehnte Tour mit Besuchen in Europa und Nordamerika statt. Da Joe Duplantier genug mit Gojira zu tun hat, spielte Johny Chow alle Liveauftritte für ihn.
Chow spielte auch das zweite Album Blunt Force Trauma ein, das am 29. März 2011 erschien. Am 4. November 2014 erschien über Napalm Records das dritte Album Pandemonium, auf dem Nate Newton von Converge Bass spielt. Auf der Tour stand jedoch wieder Johny Chow am Bass. Das vierte Studioalbum Psychosis folgte am 17. November 2017. Vier Jahre später verließ Marc Rizzo die Band wieder.
Am 14. Juli 2023 wurden unter dem Namen Cavalera Neuaufnahmen der ersten beiden Sepultura-Veröffentlichungen Bestial Devastation und Morbid Visions veröffentlicht. 2024 folgte die dritte Neueinspielung Schizophrenia wieder als Cavalera Conspiracy.

## Diskografie

### Alben
| Jahr | Titel Musiklabel                      | Höchstplatzierung, Gesamtwochen, AuszeichnungChartplatzierungen (Jahr, Titel, Musiklabel, Platzierungen, Wochen, Auszeichnungen, Anmerkungen) | Höchstplatzierung, Gesamtwochen, AuszeichnungChartplatzierungen (Jahr, Titel, Musiklabel, Platzierungen, Wochen, Auszeichnungen, Anmerkungen) | Höchstplatzierung, Gesamtwochen, AuszeichnungChartplatzierungen (Jahr, Titel, Musiklabel, Platzierungen, Wochen, Auszeichnungen, Anmerkungen) | Höchstplatzierung, Gesamtwochen, AuszeichnungChartplatzierungen (Jahr, Titel, Musiklabel, Platzierungen, Wochen, Auszeichnungen, Anmerkungen) | Höchstplatzierung, Gesamtwochen, AuszeichnungChartplatzierungen (Jahr, Titel, Musiklabel, Platzierungen, Wochen, Auszeichnungen, Anmerkungen) | Anmerkungen                                                                          |
| Jahr | Titel Musiklabel                      | DE | AT | CH | UK | US | Anmerkungen                                                                          |
| ---- | ------------------------------------- | --- | --- | --- | --- | --- | ------------------------------------------------------------------------------------ |
| 2008 | Inflikted Roadrunner Records          | DE27 (2 Wo.)DE | AT27 (4 Wo.)AT | CH70 (2 Wo.)CH | UK77 (1 Wo.)UK | US72 (2 Wo.)US | Erstveröffentlichung: 25. März 2008                                                  |
| 2011 | Blunt Force Trauma Roadrunner Records | DE45 (1 Wo.)DE | AT46 (1 Wo.)AT | CH59 (1 Wo.)CH | UK99 (1 Wo.)UK | US123 (1 Wo.)US | Erstveröffentlichung: 29. März 2011                                                  |
| 2014 | Pandemonium Napalm Records            | DE88 (1 Wo.)DE | — | CH78 (1 Wo.)CH | — | US178 (1 Wo.)US | Erstveröffentlichung: 4. November 2014                                               |
| 2017 | Psychosis Napalm Records              | DE78 (1 Wo.)DE | — | CH61 (1 Wo.)CH | — | — | Erstveröffentlichung: 17. November 2017                                              |
| 2023 | Bestial Devastation Nuclear Blast     | DE31 (1 Wo.)DE | — | CH38 (1 Wo.)CH | — | — | als Cavalera Erstveröffentlichung: 14. Juli 2023 Neueinspielung, Original: Sepultura |
| 2023 | Morbid Visions Nuclear Blast          | DE22 (1 Wo.)DE | — | CH63 (1 Wo.)CH | — | — | als Cavalera Erstveröffentlichung: 14. Juli 2023 Neueinspielung, Original: Sepultura |
| 2024 | Schizophrenia Nuclear Blast           | DE24 (1 Wo.)DE | AT18 (1 Wo.)AT | CH31 (1 Wo.)CH | — | — | Erstveröffentlichung: 21. Juni 2024 Neueinspielung, Original: Sepultura              |

### Singles
- 2008: Sanctuary
- 2023: Morbid Visions

### Musikvideos
- 2008: Sanctuary
- 2011: Killing Inside